# ألفريدو روجاس
ألفريدو روجاس (بالإسبانية: Alfredo Rojas)‏ (19 نوفمبر 1987 في تشيلي - ) هو لاعب كرة قدم تشيلي في مركز الوسط. لعب مع نادي بالستينو وDeportes Iberia ‏ وسان لويس دي كويلوتا وDeportes Temuco ‏ وDeportes Linares ‏ وأونيفرسيداد دي كونسيبسيون ‏.

## وصلات خارجية
- ألفريدو روجاس على موقع قاعدة بيانات كرة القدم.إي يو (الإنجليزية)
- ألفريدو روجاس على موقع Soccerway.com (الإنجليزية)
- ألفريدو روجاس على موقع AS.com (الإسبانية)